# Какаду (район)
Какаду (англ. Cacadu, африк. Cacadu) — районный муниципалитет в Восточно-Капской провинции ЮАР. Название происходит от слова tkakadao на языке нама, означающего «камышовая река» — так ранее называлась река Папенкуилс у города Порт-Элизабет.

## География
Район Какаду расположен в западной части провинции. Имеет площадь 58 194 км² (крупнейший район Восточно-Капской провинции) и население 450 584 человек по переписи 2011 года. На территории района расположены такие достопримечательности, как Карру, заповедник Baviaanskloof Mega Reserve, горы Цицикамма и мост Блукранс (частично на территории района). С востока район ограничен рекой Грейт-Фиш, с севера — горами Сниубердж, с юга — Индийским океаном, с запада граничит с Западно-Капской провинцией (районы Эден и Сентрал-Кару).
Район Какаду разделён на девять местных муниципалитетов: Камдебу, Блю-Крейн-Раут, Иквези, Макана, Ндламбе, Сандейс-Ривер-Валли, Бавиаанс, Куга и Ку-Камма.
Крупнейшие города Какаду (в скобках указано количество жителей на 2011 год): Грэхэмстаун (67 264), Храфф-Рейнет (35 672) Джеффрис-Бей (27 107), Порт-Альфред (25 859), Сомерсет-Ист (18 825), Уиллоумор (7678), Дженсенвилл (5612), Кирквуд (5371), Каридоу (4985). Порт-Элизабет, являющийся административным центром района, юридически выведен из его состава и включён в городской округ Бухта Нельсона Манделы.

## Демография
По оценкам 2007 года в Какаду проживало 363 496 человек.
По переписи 2011 года в Какаду проживало 450 584 человек в 125 632 домохозяйствах. Расовый состав: негры — 52,11 %, цветные — 36,34 %, белые — 11,36 %, индийцы и другие азиаты — 0,19 %. Женщины составляли 52,11 % населения, мужчины — 47,89 %. 28,53 % жителей были младше 15 лет, 6,68 % — старше 65 лет, в том числе 0,02 % населения района (64 человека) были в возрасте 100 лет или старше. В качестве своего родного языка указали коса — 48,94 % жителей района, африкаанс — 45,06 %, английский — 5,36 %.
Согласно всеобщим выборам 2004 года, в районе лидирует политическая партия Африканский национальный конгресс с 72,07 % голосов, на втором месте — Демократический альянс с 17,11 %, все остальные партии набрали менее чем по 2,5 % голосов.
Безработица в районе составила 24,9 %.